# Peripatopsidae
Peripatopsidae é uma família de Onychophora com animais relativamente primitivos, restritos às zonas temperadas do hemisfério sul (Austrália, Tasmânia, Nova Zelândia, África do Sul e Chile). Possuem de 14 a 25 pares de pernas. Glândulas salivares sem reservatório. Órgãos coxais ausentes, glândulas crurais presentes em ambos os sexos. Gonóporos entre o último par de pernas. Ovário com óvulos exógenos (folículos ovarianos projetando-se para dentro da hemocele), sem placenta.

## Gêneros
- Acanthokara
- Aethrikos
- Aktinothele
- Anoplokaros
- Austroperipatus
- Baeothele
- Centorumis
- Cephalofovea
- Critolaus
- Dactylothele
- Dystactotylos
- Euperipatoides
- Florelliceps
- Hylonomoipos
- Konothele
- Kumbadjena
- Lathropatus
- Leuropezos
- Mantonipatus
- Metaperipatus
- Minyplanetes
- Nodocapitus
- Occiperipatoides
- Ooperipatellus
- Ooperipatus
- Opisthopatus
- Paraperipatus
- Paropisthopatus
- Peripatoides
- Peripatopsis
- Phallocephale
- Planipapillus
- Regimitra
- Ruhbergia
- Sphenoparme
- Tasmanipatus
- Tetrameraden
- Vescerro
- Wambalana